# Lijst van staatshoofden en regeringsleiders in 2018
Deze lijst van staatshoofden en regeringsleiders in 2018 noemt de staatshoofden en regeringsleiders die in 2018 actief waren van de 193 landen die zijn aangesloten bij de Verenigde Naties alsmede Kosovo, Palestina, Taiwan en Vaticaanstad.

## A
| Landsnaam          | Staatshoofd                                                                       | Regeringsleider |
| ------------------ | --------------------------------------------------------------------------------- | --- |
| Afghanistan        | President Ashraf Ghani                                                            | Voorzitter Abdullah Abdullah |
| Albanië            | President Ilir Meta                                                               | Premier Edi Rama |
| Algerije           | President Abdelaziz Bouteflika                                                    | Premier Ahmed Ouyahia |
| Andorra            | Coprins Joan Enric Vives i Sicília Coprins Emmanuel Macron                        | Premier Antoni Martí |
| Angola             | President João Lourenço                                                           | President João Lourenço |
| Antigua en Barbuda | Koningin Elizabeth II                                                             | Premier Gaston Browne |
| Argentinië         | President Mauricio Macri                                                          | President Mauricio Macri |
| Armenië            | President Serzj Sarkisian (tot 9 april) President Armen Sarkisian (vanaf 9 april) | Premier Karen Karapetian (tot 17 april en waarnemend van 23 april tot 8 mei) Premier Serzj Sarkisian (van 17 tot 23 april) Premier Nikol Pasjinian (vanaf 8 mei) |
| Australië          | Koningin Elizabeth II                                                             | Premier Malcolm Turnbull (tot 24 augustus) Premier Scott Morrison (vanaf 24 augustus)                                                                            |
| Azerbeidzjan       | President İlham Əliyev                                                            | Premier Artur Rasizade (tot 21 april) Premier Novruz Məmmədov (vanaf 21 april)                                                                                   |

## B
| Landsnaam             | Staatshoofd | Regeringsleider |
| --------------------- | --- | --- |
| Bahama's              | Koningin Elizabeth II | Premier Hubert Minnis |
| Bahrein               | Koning Hamad bin Isa Al Khalifa | Premier Sheikh Khalifa bin Salman Al Khalifa |
| Bangladesh            | President Abdul Hamid | Premier Sjeik Hasina Wajed |
| Barbados              | Koningin Elizabeth II | Premier Freundel Stuart (tot 25 mei) Premier Mia Mottley (vanaf 25 mei)                                                                              |
| België                | Koning Filip | Premier Charles Michel |
| Belize                | Koningin Elizabeth II | Premier Dean Barrow |
| Benin                 | President Patrice Talon | President Patrice Talon |
| Bhutan                | Koning Jigme Khesar Namgyel Wangchuk | Premier Tshering Tobgay (tot 9 augustus) Waarnemer Dasho Tshering Wangchuk (van 9 augustus tot 7 november) Premier Lotay Tshering (vanaf 7 november) |
| Bolivia               | President Evo Morales | President Evo Morales |
| Bosnië en Herzegovina | Drie-presidentschap (tot 20 november): Dragan Čović (voorzitter tot 17 maart), Bakir Izetbegović (voorzitter vanaf 17 maart), Mladen Ivanić Drie-presidentschap (vanaf 20 november): Milorad Dodik (voorzitter), Šefik Džaferović, Željko Komšić | Premier Denis Zvizdić |
| Botswana              | President Ian Khama (tot 1 april) President Mokgweetsi Masisi (vanaf 1 april) | President Ian Khama (tot 1 april) President Mokgweetsi Masisi (vanaf 1 april)                                                                        |
| Brazilië              | President Michel Temer | President Michel Temer |
| Brunei                | Sultan en premier Hassanal Bolkiah | Sultan en premier Hassanal Bolkiah |
| Bulgarije             | President Rumen Radev | Premier Bojko Borisov |
| Burkina Faso          | President Roch Marc Christian Kaboré | Premier Paul Kaba Thieba |
| Burundi               | President Pierre Nkurunziza | President Pierre Nkurunziza |

## C
| Landsnaam                     | Staatshoofd                                                                                | Regeringsleider                                                                            |
| ----------------------------- | ------------------------------------------------------------------------------------------ | ------------------------------------------------------------------------------------------ |
| Cambodja                      | Koning Norodom Sihamoni                                                                    | Premier Hun Sen                                                                            |
| Canada                        | Koningin Elizabeth II                                                                      | Premier Justin Trudeau                                                                     |
| Centraal-Afrikaanse Republiek | President Faustin-Archange Touadéra                                                        | Premier Simplice Sarandji                                                                  |
| Chili                         | President Michelle Bachelet (tot 11 maart) President Sebastián Piñera (vanaf 11 maart)     | President Michelle Bachelet (tot 11 maart) President Sebastián Piñera (vanaf 11 maart)     |
| China                         | President Xi Jinping                                                                       | Premier Li Keqiang                                                                         |
| Colombia                      | President Juan Manuel Santos (tot 7 augustus) President Iván Duque (vanaf 7 augustus)      | President Juan Manuel Santos (tot 7 augustus) President Iván Duque (vanaf 7 augustus)      |
| Comoren                       | President Azali Assoumani                                                                  | President Azali Assoumani                                                                  |
| Congo-Brazzaville             | President Denis Sassou-Nguesso                                                             | Premier Clément Mouamba                                                                    |
| Congo-Kinshasa                | President Joseph Kabila                                                                    | Premier Bruno Tshibala                                                                     |
| Costa Rica                    | President Luis Guillermo Solís (tot 8 mei) President Carlos Alvarado Quesada (vanaf 8 mei) | President Luis Guillermo Solís (tot 8 mei) President Carlos Alvarado Quesada (vanaf 8 mei) |
| Cuba                          | President Raúl Castro (tot 19 april) President Miguel Díaz-Canel (vanaf 19 april)          | President Raúl Castro (tot 19 april) President Miguel Díaz-Canel (vanaf 19 april)          |
| Cyprus                        | President Nikos Anastasiades                                                               | President Nikos Anastasiades                                                               |

## D
| Landsnaam              | Staatshoofd                       | Regeringsleider                   |
| ---------------------- | --------------------------------- | --------------------------------- |
| Denemarken             | Koningin Margarethe II            | Premier Lars Løkke Rasmussen      |
| Djibouti               | President Ismaïl Omar Guelleh     | Premier Abdoulkader Kamil Mohamed |
| Dominica               | President Charles Savarin         | Premier Roosevelt Skerrit         |
| Dominicaanse Republiek | President Danilo Medina           | President Danilo Medina           |
| Duitsland              | President Frank-Walter Steinmeier | Bondskanselier Angela Merkel      |

## E
| Landsnaam          | Staatshoofd                                                                             | Regeringsleider                                                                 |
| ------------------ | --------------------------------------------------------------------------------------- | ------------------------------------------------------------------------------- |
| Ecuador            | President Lenín Moreno                                                                  | President Lenín Moreno                                                          |
| Egypte             | President Abdul Fatah al-Sisi                                                           | Premier Sherif Ismail (tot 7 juni) Premier Moustafa Madbouly (vanaf 7 juni)     |
| El Salvador        | President Salvador Sánchez Cerén                                                        | President Salvador Sánchez Cerén                                                |
| Equatoriaal-Guinea | President Teodoro Obiang Nguema Mbasogo                                                 | Premier Francisco Pascual Obama Asue                                            |
| Eritrea            | President Isaias Afewerki                                                               | President Isaias Afewerki                                                       |
| Estland            | President Kersti Kaljulaid                                                              | Premier Jüri Ratas                                                              |
| Ethiopië           | President Mulatu Teshome (tot 25 oktober) President Sahle-Work Zewde (vanaf 25 oktober) | Premier Haile Mariam Desalegne (tot 2 april) Premier Abiy Ahmed (vanaf 2 april) |

## F
| Landsnaam  | Staatshoofd               | Regeringsleider           |
| ---------- | ------------------------- | ------------------------- |
| Fiji       | President George Konrote  | Premier Frank Bainimarama |
| Filipijnen | President Rodrigo Duterte | President Rodrigo Duterte |
| Finland    | President Sauli Niinistö  | Premier Juha Sipilä       |
| Frankrijk  | President Emmanuel Macron | Premier Édouard Philippe  |

## G
| Landsnaam     | Staatshoofd                                                                                          | Regeringsleider |
| ------------- | --- | --- |
| Gabon         | President Ali Bongo Ondimba                                                                          | Premier Emmanuel Issoze-Ngondet |
| Gambia        | President Adama Barrow                                                                               | President Adama Barrow |
| Georgië       | President Giorgi Margvelasjvili (tot 16 december) President Salome Zoerabisjvili (vanaf 16 december) | Premier Giorgi Kvirikasjvili (tot 13 juni) Premier Mamoeka Bachtadze (vanaf 20 juni)                                                     |
| Ghana         | President Nana Akufo-Addo                                                                            | President Nana Akufo-Addo |
| Grenada       | Koningin Elizabeth II                                                                                | Premier Keith Mitchell |
| Griekenland   | President Prokopis Pavlopoulos                                                                       | Premier Alexis Tsipras |
| Guatemala     | President Jimmy Morales                                                                              | President Jimmy Morales |
| Guinee        | President Alpha Condé                                                                                | Premier Mamady Youla (tot 24 mei) Premier Ibrahima Kassory Fofana (vanaf 24 mei)                                                         |
| Guinee-Bissau | President José Mário Vaz                                                                             | Premier Umaro Sissoco Embaló (tot 30 januari) Premier Artur Silva (van 30 januari tot 16 april) Premier Aristides Gomes (vanaf 16 april) |
| Guyana        | President David Granger                                                                              | Premier Moses Nagamootoo |

## H
| Landsnaam | Staatshoofd                      | Regeringsleider                                                                             |
| --------- | -------------------------------- | ------------------------------------------------------------------------------------------- |
| Haïti     | President Jovenel Moïse          | Premier Jack Guy Lafontant (tot 17 september) Premier Jean-Henry Céant (vanaf 17 september) |
| Honduras  | President Juan Orlando Hernández | President Juan Orlando Hernández                                                            |
| Hongarije | President János Áder             | Premier Viktor Orbán                                                                        |

## I
| Landsnaam | Staatshoofd                                                                   | Regeringsleider                                                                      |
| --------- | ----------------------------------------------------------------------------- | ------------------------------------------------------------------------------------ |
| Ierland   | President Michael D. Higgins                                                  | Taoiseach Leo Varadkar                                                               |
| IJsland   | President Guðni Thorlacius Jóhannesson                                        | Premier Katrín Jakobsdóttir                                                          |
| India     | President Ram Nath Kovind                                                     | Premier Narendra Modi                                                                |
| Indonesië | President Joko Widodo                                                         | President Joko Widodo                                                                |
| Irak      | President Fuad Masum (tot 2 oktober) President Barham Salih (vanaf 2 oktober) | Premier Haider al-Abadi (tot 25 oktober) Premier Adil Abdul-Mahdi (vanaf 25 oktober) |
| Iran      | Ayatollah Ali Khamenei                                                        | President Hassan Rohani                                                              |
| Israël    | President Reuven Rivlin                                                       | Premier Benjamin Netanyahu                                                           |
| Italië    | President Sergio Mattarella                                                   | Premier Paolo Gentiloni (tot 1 juni) Premier Giuseppe Conte (vanaf 1 juni)           |
| Ivoorkust | President Alassane Ouattara                                                   | Premier Amadou Gon Coulibaly                                                         |

## J
| Landsnaam | Staatshoofd                         | Regeringsleider                                                                                  |
| --------- | ----------------------------------- | ------------------------------------------------------------------------------------------------ |
| Jamaica   | Koningin Elizabeth II               | Premier Andrew Holness                                                                           |
| Japan     | Keizer Akihito                      | Premier Shinzo Abe                                                                               |
| Jemen     | President Abd Rabbuh Mansur Al-Hadi | Premier Ahmed Obeid bin Daghr (tot 18 oktober) Premier Maeen Abdulmalik Saeed (vanaf 18 oktober) |
| Jordanië  | Koning Abdoellah II                 | Premier Hani Al-Mulki (tot 4 juni) Premier Omar Razzaz (vanaf 5 juni)                            |

## K
| Landsnaam  | Staatshoofd                           | Regeringsleider                                                                        |
| ---------- | ------------------------------------- | -------------------------------------------------------------------------------------- |
| Kaapverdië | President Jorge Carlos Fonseca        | Premier Ulisses Correia e Silva                                                        |
| Kameroen   | President Paul Biya                   | Premier Philémon Yang                                                                  |
| Kazachstan | President Noersoeltan Nazarbajev      | Premier Bakhytzhan Sagintayev                                                          |
| Kenia      | President Uhuru Kenyatta              | President Uhuru Kenyatta                                                               |
| Kirgizië   | President Sooronbaj Zjeenbekov        | Premier Sapar Isakov (tot 19 april) Premier Muhammetkaliy Abulgaziyev (vanaf 20 april) |
| Kiribati   | President Taaneti Mamau               | President Taaneti Mamau                                                                |
| Koeweit    | Emir Sabah Al-Ahmad Al-Jaber Al-Sabah | Premier Jaber Al-Mubarak Al-Hamad Al-Sabah                                             |
| Kosovo     | President Hashim Thaçi                | Premier Ramush Haradinaj                                                               |
| Kroatië    | President Kolinda Grabar-Kitarović    | Premier Andrej Plenković                                                               |

## L
| Landsnaam                                    | Staatshoofd                                                                               | Regeringsleider                                                                           |
| -------------------------------------------- | ----------------------------------------------------------------------------------------- | ----------------------------------------------------------------------------------------- |
| Laos                                         | President Bounnhang Vorachith                                                             | Premier Thongloun Sisoulith                                                               |
| Lesotho                                      | Koning Letsie III                                                                         | Premier Tom Thabane                                                                       |
| Letland                                      | President Raimonds Vējonis                                                                | Premier Māris Kučinskis                                                                   |
| Libanon                                      | President Michel Aoun                                                                     | Premier Saad Hariri                                                                       |
| Liberia                                      | President Ellen Johnson Sirleaf (tot 22 januari) President George Weah (vanaf 22 januari) | President Ellen Johnson Sirleaf (tot 22 januari) President George Weah (vanaf 22 januari) |
| Libië (internationaal erkende regering)      | Voorzitter van de presidentiële raad en premier Fayez al-Sarraj                           | Voorzitter van de presidentiële raad en premier Fayez al-Sarraj                           |
| Libië (internationaal niet-erkende regering) | Voorzitter van de Raad van Afgevaardigden Aguila Saleh Issa                               | Premier Abdullah al-Thani                                                                 |
| Liechtenstein                                | Prins Hans Adam II                                                                        | Hoofd van de regering Adrian Hasler                                                       |
| Litouwen                                     | President Dalia Grybauskaitė                                                              | Premier Saulius Skvernelis                                                                |
| Luxemburg                                    | Groothertog Hendrik                                                                       | Premier Xavier Bettel                                                                     |

## M
| Landsnaam        | Staatshoofd | Regeringsleider                                                                                         |
| ---------------- | --- | --- |
| Macedonië        | President Gjorge Ivanov | Premier Zoran Zaev                                                                                      |
| Madagaskar       | President Hery Rajaonarimampianina (tot 7 september) President Rivo Rakotovao (waarnemend, vanaf 7 september)                       | Premier Olivier Mahafaly Solonandrasana (tot 6 juni) Premier Christian Ntsay (vanaf 6 juni)             |
| Malawi           | President Peter Mutharika | President Peter Mutharika                                                                               |
| Malediven        | President Abdulla Yameen (tot 17 november) President Ibrahim Mohamed Solih (vanaf 17 november)                                      | President Abdulla Yameen (tot 17 november) President Ibrahim Mohamed Solih (vanaf 17 november)          |
| Maleisië         | Koning Muhammad V van Kelantan | Premier Najib Razak (tot 10 mei) Premier Mahathir Mohammed (vanaf 10 mei)                               |
| Mali             | President Ibrahim Boubacar Keïta | Premier Soumeylou Boubèye Maïga                                                                         |
| Malta            | President Marie-Louise Coleiro Preca                                                                                                | Premier Joseph Muscat                                                                                   |
| Marokko          | Koning Mohammed VI | Premier Saadeddine Othmani                                                                              |
| Marshalleilanden | President Hilda Heine | President Hilda Heine                                                                                   |
| Mauritanië       | President Mohamed Ould Abdel Aziz                                                                                                   | Premier Yahya Ould Hademine (tot 29 oktober) Premier Mohamed Salem Ould Béchir (vanaf 29 oktober)       |
| Mauritius        | President Ameenah Gurib-Fakim (tot 23 maart) President Barlen Vyapoory (vanaf 23 maart)                                             | Premier Pravind Jugnauth                                                                                |
| Mexico           | President Enrique Peña Nieto (tot 30 november) President Andrés Manuel López Obrador (vanaf 1 december)                             | President Enrique Peña Nieto (tot 30 november) President Andrés Manuel López Obrador (vanaf 1 december) |
| Micronesië       | President Peter Christian | President Peter Christian                                                                               |
| Moldavië         | President Igor Dodon | Premier Pavel Filip                                                                                     |
| Monaco           | Prins Albert II | Minister van Staat Serge Telle                                                                          |
| Mongolië         | President Khaltmaagiin Battulga | Premier Ukhnaagiin Khürelsükh                                                                           |
| Montenegro       | President Filip Vujanović (tot 20 mei) President Milo Đukanović (vanaf 20 mei)                                                      | Premier Duško Marković                                                                                  |
| Mozambique       | President Filipe Nyusi | Premier Carlos Agostinho do Rosário                                                                     |
| Myanmar          | President Htin Kyaw (tot 21 maart) President Myint Swe (waarnemend, van 21 maart tot 30 maart) President Win Myint (vanaf 30 maart) | Adviseur van Staat Aung San Suu Kyi                                                                     |

## N
| Landsnaam                  | Staatshoofd                                              | Regeringsleider                                                                            |
| -------------------------- | -------------------------------------------------------- | ------------------------------------------------------------------------------------------ |
| Namibië                    | President Hage Geingob                                   | Premier Saara Kuugongelwa                                                                  |
| Nauru                      | President Baron Waqa                                     | President Baron Waqa                                                                       |
| Koninkrijk der Nederlanden | Koning Willem-Alexander                                  | Minister-president Mark Rutte                                                              |
| Nepal                      | President Bidhya Devi Bhandari                           | Premier Sher Bahadur Deuba (tot 15 februari) Premier Khadga Prasad Oli (vanaf 15 februari) |
| Nicaragua                  | President Daniel Ortega                                  | President Daniel Ortega                                                                    |
| Nieuw-Zeeland              | Koningin Elizabeth II                                    | Premier Jacinda Ardern                                                                     |
| Niger                      | President Mahamadou Issoufou                             | Premier Brigi Rafini                                                                       |
| Nigeria                    | President Muhammadu Buhari                               | President Muhammadu Buhari                                                                 |
| Noord-Korea                | Voorzitter van de Commissie voor Staatszaken Kim Jong-un | Premier Pak Pong-ju                                                                        |
| Noorwegen                  | Koning Harald V                                          | Premier Erna Solberg                                                                       |

## O
| Landsnaam   | Staatshoofd                             | Regeringsleider                                                             |
| ----------- | --------------------------------------- | --------------------------------------------------------------------------- |
| Oeganda     | President Yoweri Museveni               | Premier Ruhakana Rugunda                                                    |
| Oekraïne    | President Petro Porosjenko              | Premier Volodymyr Groysman                                                  |
| Oezbekistan | President Sjavkat Mirzijojev            | Premier Abdulla Aripov                                                      |
| Oman        | Sultan Qaboes bin Said Al Said          | Sultan Qaboes bin Said Al Said                                              |
| Oost-Timor  | President Francisco Guterres            | Premier Mari Alkatiri (tot 22 juni) Premier Taur Matan Ruak (vanaf 22 juni) |
| Oostenrijk  | Bondspresident Alexander Van der Bellen | Kanselier Sebastian Kurz                                                    |

## P
| Landsnaam           | Staatshoofd                                                                                 | Regeringsleider |
| ------------------- | ------------------------------------------------------------------------------------------- | --- |
| Pakistan            | President Mamnoon Hussain (tot 9 september) President Arif Alvi (vanaf 9 september)         | Premier Shahid Khaqan Abbasi (tot 31 mei) Premier Nasirul Mulk (waarnemend, van 1 juni tot 18 augustus) Premier Imran Khan (vanaf 18 augustus) |
| Palau               | President Tommy Remengesau                                                                  | President Tommy Remengesau |
| Palestina           | President Mahmoud Abbas                                                                     | Premier Rami Hamdallah |
| Panama              | President Juan Carlos Varela                                                                | President Juan Carlos Varela |
| Papoea-Nieuw-Guinea | Koningin Elizabeth II                                                                       | Premier Peter O'Neill |
| Paraguay            | President Horacio Cartes (tot 15 augustus) President Mario Abdo Benítez (vanaf 15 augustus) | President Horacio Cartes (tot 15 augustus) President Mario Abdo Benítez (vanaf 15 augustus)                                                    |
| Peru                | President Pedro Pablo Kuczynski (tot 23 maart) President Martín Vizcarra (vanaf 23 maart)   | Premier Mercedes Aráoz (tot 2 april) Premier César Villanueva (vanaf 2 april)                                                                  |
| Polen               | President Andrzej Duda                                                                      | Premier Mateusz Morawiecki |
| Portugal            | President Marcelo Rebelo de Sousa                                                           | Premier António Costa |

## Q
| Landsnaam | Staatshoofd                   | Regeringsleider                                  |
| --------- | ----------------------------- | ------------------------------------------------ |
| Qatar     | Emir Tamim bin Hamad al-Thani | Premier Abdullah bin Nasser bin Khalifa al-Thani |

## R
| Landsnaam | Staatshoofd               | Regeringsleider |
| --------- | ------------------------- | --- |
| Roemenië  | President Klaus Iohannis  | Premier Mihai Tudose (tot 16 januari) Premier Mihai Fifor (waarnemend, van 16 januari tot 29 januari) Premier Viorica Dăncilă (vanaf 29 januari) |
| Rusland   | President Vladimir Poetin | Premier Dmitri Medvedev |
| Rwanda    | President Paul Kagame     | Premier Edouard Ngirente |

## S
| Landsnaam                                                               | Staatshoofd | Regeringsleider |
| ----------------------------------------------------------------------- | --- | --- |
| Saint Kitts en Nevis                                                    | Koningin Elizabeth II | Premier Timothy Harris |
| Saint Lucia                                                             | Koningin Elizabeth II | Premier Allen Chastanet |
| Saint Vincent en de Grenadines                                          | Koningin Elizabeth II | Premier Ralph Gonsalves |
| Salomonseilanden                                                        | Koningin Elizabeth II | Premier Rick Houenipwela |
| Samoa                                                                   | O le Ao o le Malo Va'aletoa Sualauvi II | Premier Tuilaepa Aiono Sailele Malielegaoi |
| San Marino                                                              | Kapitein-regenten Enrico Carattoni en Matteo Fiorini (tot 1 april) Kapitein-regenten Stefano Palmieri en Matteo Ciacci (van 1 april tot 1 oktober) Kapitein-regenten Mirko Tomassoni en Luca Santolini (vanaf 1 oktober) | Kapitein-regenten Enrico Carattoni en Matteo Fiorini (tot 1 april) Kapitein-regenten Stefano Palmieri en Matteo Ciacci (van 1 april tot 1 oktober) Kapitein-regenten Mirko Tomassoni en Luca Santolini (vanaf 1 oktober) |
| Saoedi-Arabië                                                           | Koning Salman bin Abdoel Aziz al-Saoed | Koning Salman bin Abdoel Aziz al-Saoed |
| Sao Tomé en Principe                                                    | President Evaristo Carvalho | Premier Patrice Trovoada (tot 3 december) Premier Jorge Bom Jesus (vanaf 3 december) |
| Senegal                                                                 | President Macky Sall | Premier Mohammed Dionne |
| Servië                                                                  | President Aleksandar Vučić | Premier Ana Brnabić |
| Seychellen                                                              | President Danny Faure | President Danny Faure |
| Sierra Leone                                                            | President Ernest Bai Koroma (tot 4 april) President Julius Maada Bio (vanaf 4 april) | President Ernest Bai Koroma (tot 4 april) President Julius Maada Bio (vanaf 4 april) |
| Singapore                                                               | President Halimah Yacob | Premier Lee Hsien Loong |
| Slovenië                                                                | President Borut Pahor | Premier Miro Cerar (tot 13 september) Premier Marjan Šarec (vanaf 13 september) |
| Slowakije                                                               | President Andrej Kiska | Premier Robert Fico (tot 22 maart) Premier Peter Pellegrini (vanaf 22 maart) |
| Soedan                                                                  | President Omar al-Bashir | Premier Bakri Hassan Saleh (tot 9 september) Premier Motazz Moussa (vanaf 10 september) |
| Somalië                                                                 | President Mohamed Abdullahi Mohamed | Premier Hassan Ali Khayre |
| Spanje                                                                  | Koning Felipe VI | Premier Mariano Rajoy Brey (tot 1 juni) Premier Pedro Sánchez (vanaf 1 juni) |
| Sri Lanka                                                               | President Maithripala Sirisena | Premier Ranil Wickremesinghe |
| Suriname                                                                | President Desi Bouterse | President Desi Bouterse |
| Swaziland                                                               | Koning Mswati III | Premier Barnabas Sibusiso Dlamini (tot 5 september) Premier Vincent Mhlanga (waarnemend, van 5 september tot 29 oktober) Premier Ambrose Mandvulo Dlamini (vanaf 29 oktober)                                             |
| Syrië                                                                   | President Bashar al-Assad | Premier Imad Khamis |
| Syrië (deels internationaal erkende regering van de Syrische oppositie) | President Riad Seif | Premier Jawad Abu Hatab |

## T
| Landsnaam          | Staatshoofd                                                                          | Regeringsleider                      |
| ------------------ | ------------------------------------------------------------------------------------ | ------------------------------------ |
| Tadzjikistan       | President Emomalii Rachmon                                                           | Premier Kokhir Rasulzoda             |
| Taiwan             | President Tsai Ing-wen                                                               | Premier Lai Ching-te                 |
| Tanzania           | President John Magufuli                                                              | Premier Kassim Majaliwa              |
| Thailand           | Koning Maha Vajiralongkorn Bodindradebayavarangkun                                   | Premier Prayuth Chan-o-cha           |
| Togo               | President Faure Eyadéma Gnassingbé                                                   | Premier Komi Sélom Klassou           |
| Tonga              | Koning Tupou VI                                                                      | Premier ʻAkilisi Pohiva              |
| Trinidad en Tobago | President Anthony Carmona (tot 19 maart) President Paula-Mae Weekes (vanaf 19 maart) | Premier Keith Rowley                 |
| Tsjaad             | President Idriss Déby                                                                | Premier Albert Pahimi Padacké        |
| Tsjechië           | President Miloš Zeman                                                                | Premier Andrej Babiš                 |
| Tunesië            | President Beji Caid Essebsi                                                          | Premier Youssef Chahed               |
| Turkije            | President Recep Tayyip Erdoğan                                                       | Premier Binali Yıldırım (tot 9 juli) |
| Turkmenistan       | President Gurbanguly Berdimuhamedow                                                  | President Gurbanguly Berdimuhamedow  |
| Tuvalu             | Koningin Elizabeth II                                                                | Premier Enele Sopoaga                |

## U
| Landsnaam | Staatshoofd              | Regeringsleider          |
| --------- | ------------------------ | ------------------------ |
| Uruguay   | President Tabaré Vázquez | President Tabaré Vázquez |

## V
| Landsnaam                    | Staatshoofd | Regeringsleider                                          |
| ---------------------------- | --- | -------------------------------------------------------- |
| Vanuatu                      | President Tallis Obed Moses | Premier Charlot Salwai                                   |
| Vaticaanstad                 | Paus Franciscus | Voorzitter van de Pauselijke Commissie Giuseppe Bertello |
| Venezuela                    | President Nicolás Maduro | President Nicolás Maduro                                 |
| Verenigde Arabische Emiraten | President Sjeik Khalifa bin Zayed Al Nahayan | Premier Mohammed bin Rasjid Al Maktoem                   |
| Verenigd Koninkrijk          | Koningin Elizabeth II | Premier Theresa May                                      |
| Verenigde Staten             | President Donald Trump | President Donald Trump                                   |
| Vietnam                      | President Trần Đại Quang (tot 21 september) President Đặng Thị Ngọc Thịnh (waarnemend, van 21 september tot 23 oktober) President Nguyễn Phú Trọng (vanaf 23 oktober) | Premier Nguyễn Xuân Phúc                                 |

## W
| Landsnaam   | Staatshoofd                     | Regeringsleider                                                                      |
| ----------- | ------------------------------- | ------------------------------------------------------------------------------------ |
| Wit-Rusland | President Aleksandr Loekasjenko | Premier Andrei Kobyakov (tot 18 augustus) Premier Siarhiej Rumas (vanaf 18 augustus) |

## Z
| Landsnaam   | Staatshoofd | Regeringsleider |
| ----------- | --- | --- |
| Zambia      | President Edgar Lungu | President Edgar Lungu |
| Zimbabwe    | President Emmerson Mnangagwa | President Emmerson Mnangagwa |
| Zuid-Afrika | President Jacob Zuma (tot 14 februari) President Cyril Ramaphosa (vanaf 15 februari)                                                                                            | President Jacob Zuma (tot 14 februari) President Cyril Ramaphosa (vanaf 15 februari)                                                                                            |
| Zuid-Korea  | President Moon Jae-in | Premier Lee Nak-yeon |
| Zuid-Soedan | President Salva Kiir Mayardit | President Salva Kiir Mayardit |
| Zweden      | Koning Karel XVI Gustaaf | Premier Stefan Löfven |
| Zwitserland | Bondsraad met als leden: Alain Berset (bondspresident vanaf 1 januari), Doris Leuthard, Ueli Maurer, Johann Schneider-Ammann, Guy Parmelin, Simonetta Sommaruga, Ignazio Cassis | Bondsraad met als leden: Alain Berset (bondspresident vanaf 1 januari), Doris Leuthard, Ueli Maurer, Johann Schneider-Ammann, Guy Parmelin, Simonetta Sommaruga, Ignazio Cassis |